# 高濱悟
髙濱 悟（たかはま さとる、1960年4月2日 - ）は、日本の実業家。宮城県出身。株式会社JALUX代表取締役社長。

## 人物
宮城県気仙沼市出身。1983年、東北大学工学部卒業後、同年4月、ニチメン株式会社（現・双日株式会社）に入社
株式会社ジェクト代表取締役社長、双日株式会社エネルギー・金属部門金属資源本部鉱産部長、専務取締役、執行役員などを経て、2022年6月より株式会社JALUX代表取締役社長 社長執行役員。

## 略歴
- 1983年4月、 ニチメン株式会社（現 双日株式会社）入社
- 2005年5月、株式会社ジェクト（現 双日ジェクト株式会社）代表取締役社長
- 2009年4月、双日株式会社 エネルギー・金属部門 金属資源本部 鉱産部長
- 2010年4月、同社 エネルギー・金属部門 鉄鋼・製鉄原料本部 鉱産部長
- 2011年4月、双日エネルギー株式会社 取締役
- 2011年7月、同社 専務取締役
- 2012年4月、双日株式会社 エネルギー・金属部門 企画業務室 室長
- 2013年4月、同社 執行役員 エネルギー・金属部門長補佐（兼）企画業務室長
- 2015年4月、同社 執行役員 営業管掌役員 業務室 室長
- 2016年4月、同社 執行役員 CIO（兼）情報企画担当（兼）営業管掌役員 業務室長
- 2017年4月、同社 執行役員 エネルギー本部長
- 2018年4月、同社 執行役員 欧州・ロシアNIS総支配人（兼）双日欧州会社社長
- 2021年4月、同社 常務執行役員 欧州・ロシアNIS総支配人（兼）双日欧州会社社長
- 2022年6月、株式会社JALUX代表取締役社長